# Относительная единица флуоресценции
Относительная единица флуоресценции (ОЕФ) — внесистемная единица интенсивности флуоресценции по квазиабсолютной шкале, нормированной на максимум излучения опорного раствора флуоресцеина.
За опорную (1 ОЕФ) принимают флуоресцирующую способность водного (pH=5,5) раствора натриевой соли флуоресцеина «Уранин А» концентрацией 1 мг/л на длине волны 514 нм при длине волны возбуждении 405 нм. Численно значение в ОЕФ равно отношению регистрируемой прибором интенсивности эмиссионного излучения характеризуемого вещества или материала к опорной интенсивности эмиссионного излучения, измеренной при аналогичных условиях. Значение в ОЕФ характеризует аналитическую способность (чувствительность) прибора или флуоресцентную, поглощающую и рассеивающую способности вещества или материала.
Единицы ОЕФ допущены к применению в Российской Федерации и позволяют обеспечить единство измерений в области люминесценции и проводить поверку спектрофлуориметров, ПЦР-анализаторов и других средств измерения на основе флуоресценции.